# Репликация ДНК
Реплика́ция ДНК (от лат. replicatio — возобновление) — процесс создания двух дочерних молекул ДНК на основе родительской молекулы ДНК. Репликацию ДНК осуществляет сложный комплекс, состоящий из 15—20 различных белков-ферментов, называемый реплисомой. С помощью специальных ферментов двойная спираль материнской ДНК расплетается на две нити, на каждой образовавшейся нити достраивается вторая нить, образуя две идентичных дочерних молекулы ДНК, которые затем скручиваются в отдельные спирали. В ходе последующего деления материнской клетки каждая дочерняя клетка получает по одной копии молекулы ДНК, которая является идентичной ДНК исходной материнской клетки. Этот процесс обеспечивает точную передачу генетической информации из поколения в поколение.

## История изучения
Каждая молекула ДНК состоит из одной цепи исходной родительской молекулы и одной вновь синтезированной цепи. Такой механизм репликации называется полуконсервативным. В настоящее время этот механизм считается доказанным благодаря опытам Мэтью Мезельсона и Франклина Сталя (1958 г.).
Ранее существовали и две другие модели: «консервативная» — в результате репликации образуется одна молекула ДНК, состоящая только из родительских цепей, и одна, состоящая только из дочерних цепей; «дисперсионная» — все получившиеся в результате репликации молекулы ДНК состоят из цепей, одни участки которых вновь синтезированы, а другие взяты из родительской молекулы ДНК. Молекула ДНК разрезается пополам и образуются два шаблона. Два шаблона выходят из репликационной вилки. Если представить их в выпрямленном виде, то можно видеть линейку из гребёнок, которые соединены концами, но имеют промежуток. Представим, что одна гребёнка синяя, а другая — красная. Теперь подставим нижнюю красную (она из пяти гребней, как и верхняя) пятым концом к третьему верхнему (третьей верхней иголке). Удлиним цепь и сверху, и снизу. Как бы получится: пять, три, пять и т. д. — наверху и снизу тоже. Потом к этим гребёнкам добавляются после выхода шаблонов (гребёнок) из репликационной вилки ещё два шаблона. Из одной молекулы ДНК получается две идентичные материнской (если нет мутаций) молекулы, это называется полуконсервативностью.

## Общие представления
Репликация ДНК — ключевое событие в ходе деления клетки. Принципиально, чтобы к моменту деления ДНК была реплицирована полностью и при этом только один раз. Это обеспечивается определёнными механизмами регуляции репликации ДНК. Репликация проходит в три этапа:
1. инициация репликации
2. элонгация
3. терминация репликации.

Регуляция репликации осуществляется в основном на этапе инициации. Это достаточно легко осуществимо, потому что репликация может начинаться не с любого участка ДНК, а со строго определённого, называемого сайтом инициации репликации. В геноме таких сайтов может быть как всего один, так и много. С понятием сайта инициации репликации тесно связано понятие репликон. Репликон — это участок ДНК, который содержит сайт инициации репликации и реплицируется после начала синтеза ДНК с этого сайта. Геномы бактерий, как правило, представляют собой один репликон, это значит, что репликация всего генома является следствием всего одного акта инициации репликации. Геномы эукариот (а также их отдельные хромосомы) состоят из большого числа самостоятельных репликонов, это значительно сокращает суммарное время репликации отдельной хромосомы. Молекулярные механизмы, которые контролируют количество актов инициации репликации в каждом сайте за один цикл деления клетки, называются контролем копийности. В бактериальных клетках помимо хромосомной ДНК часто содержатся плазмиды, которые представляют собой отдельные репликоны. У плазмид существуют свои механизмы контроля копийности: они могут обеспечивать синтез как всего одной копии плазмиды за клеточный цикл, так и тысяч копий.
Репликация начинается в сайте инициации репликации с расплетания двойной спирали ДНК, при этом формируется репликационная вилка — место непосредственной репликации ДНК. В каждом сайте может формироваться одна или две репликационные вилки в зависимости от того, является ли репликация одно- или двунаправленной. Более распространена двунаправленная репликация. Через некоторое время после начала репликации в электронный микроскоп можно наблюдать репликационный глазок — участок хромосомы, где ДНК уже реплицирована, окружённый более протяжёнными участками нереплицированной ДНК.
В репликационной вилке ДНК копирует крупный белковый комплекс (реплисома), ключевым ферментом которого является ДНК-полимераза. Репликационная вилка движется со скоростью порядка 100 000 пар нуклеотидов в минуту у прокариот и 500—5000 — у эукариот.
| Фермент                                        | Функция |
| ---------------------------------------------- | --- |
| ДНК-гираза                                     | Относится к группе топоизомераз. Вносит временные двуцепочечные разрывы в ДНК, облегчая её разматывание. |
| Хеликаза                                       | Разделяет цепи двухцепочечной молекулы ДНК на одинарные цепи. |
| SSB-белки                                      | Связывают одноцепочечные фрагменты ДНК и предотвращают комплементарное спаривание. |
| Праймаза                                       | Синтезирует РНК-затравку (праймер) — короткий фрагмент РНК, которая является инициатором в работе ДНК-полимеразы (полимераза не способна синтезировать ДНК с нуля, но может добавлять нуклеотиды к уже имеющимся). |
| ДНК-полимераза                                 | Синтезирует ДНК, связываясь с праймером. Один конец материнской ДНК полимераза синтезировала непрерывно и в одном направлении, а второй — в противоположном — фрагментами.                                         |
| Белки скользящего зажима (застежки)            | Окружают кольцом ДНК и «скользят» по ней вместе с продвигающейся вперед фермента ДНК-полимеразы. Они предотвращают диссоциацию фермента от матрицы ДНК и повышают эффективность его работы.                        |
| РНКаза H                                       | Удаляет уже ненужные фрагменты РНК-затравки. |
| ДНК-лигаза                                     | Сшивает фрагменты ДНК (фрагменты Оказаки). |
| Теломераза                                     | Добавляет особые повторяющиеся последовательности нуклеотидов к одному концу цепи ДНК на участках теломер, тем самым компенсируя их укорачивание во время деления.                                                 |
| Реплисома (комплекс всех ферментов репликации) | Движется вдоль молекулы ДНК-матрицы, расплетая её и наращивая комплементарные цепи ДНК. |

## Молекулярный механизм репликации
Ферменты (хеликаза, топоизомераза) и ДНК-связывающие белки расплетают ДНК, удерживают матрицу в разведённом состоянии и вращают молекулу ДНК. Правильность репликации обеспечивается точным соответствием комплементарных пар оснований и активностью ДНК-полимеразы, способной распознать и исправить ошибку. Репликация у прокариот[уточнить]
осуществляется несколькими разными ДНК-полимеразами. ДНК-полимераза I действует на запаздывающей цепи для удаления РНК-праймеров и дорепликации очищенных мест ДНК. ДНК полимераза III — основной фермент репликации ДНК, осуществляющий синтез ведущей цепи ДНК и фрагментов Оказаки при синтезе запаздывающей цепи. Далее происходит закручивание синтезированных молекул по принципу суперспирализации и дальнейшей компактизации ДНК. Синтез энергозатратный.
Цепи молекулы ДНК расходятся, образуют репликационную вилку, и каждая из них становится матрицей, на которой синтезируется новая комплементарная цепь. В результате образуются две новые двуспиральные молекулы ДНК, идентичные родительской молекуле.

## Принципы репликации
- комплементарность — матричный принцип, последовательность синтезируемой цепи ДНК однозначно определяется последовательностью материнской цепи в соответствии с принципом комплементарности;
- полуконсервативность — одна цепь молекулы ДНК, образовавшейся в результате репликации, является вновь синтезированной, а вторая — материнской;
- антипараллельность — идёт в направлении от 5’-конца новой молекулы к 3’-концу;
- полунепрерывность (прерывистость) — одна из цепей ДНК синтезируется непрерывно, а вторая — в виде набора отдельных коротких фрагментов (фрагментов Оказаки);
- начинается с определённых участков ДНК, которые называются сайтами инициации репликации (англ. origin)[4];
- потребность в затравке (праймере).